# 1988年タリア航空ボーイング727墜落事故
1988年タリア航空ボーイング727墜落事故（1988ねんタリアこうくうボーイング727ついらくじこ）は、1988年2月27日に発生した航空事故である。アタテュルク国際空港からエルジャン国際空港へ向かっていたタリア航空のボーイング727-2H9がコルノキポスに墜落し、乗員乗客15人全員が死亡した。

## 飛行の詳細

### 事故機
事故機のボーイング727-2H9（TC-AKD）は製造番号20930として1974年に製造された機体で、エンジンはプラット・アンド・ホイットニー JT8D-9Aを搭載していた。また、同機はJATユーゴスラビア航空からタリア航空にリースされた機体であった。

### 乗員・乗客
乗員の内7人がユーゴスラビア人、2人がイギリス人で、残りはトルコ人であった。また、2人の乗客はタリア航空のシニアマネージャーとその妻であった。

## 事故の経緯
事故機が北方からキプロスに接近した際に、航空管制官がパイロットに高度6,000フィート（1,800メートル）のVORを使用してアプローチするよう指示したにもかかわらず、パイロットは機体を高度2,000フィート（610メートル）まで降下させた。この降下により、機体は標高3,130フィート（950メートル）のギルネ・アラップ山よりも低い高度を飛行することとなった。この時点で、事故機はエルジャン国際空港から15マイル（24キロメートル）離れていた。パイロットは正面に山頂があることに気付き機体を左旋回させようとしたものの、間に合わず山に墜落。機体前部は山の北側、後部は南側で大破した。墜落時刻は現地時間午前10時20分であり、これは着陸予定時刻の10分前であった。
事故現場に到着した救助隊は広範囲に散乱した機体の残骸や黒焦げの遺体を発見した。乗員乗客の内訳は情報源によって異なるが、15人が死亡していてこの全員が事故機に搭乗していたという点は一致している。また、地上にいて巻き込まれたはいなかった。スチュワーデスの遺体は損傷が激しかったため身元確認が難しく、遺族に送る遺体を取り違えるといったことが発生した。
トルコ運輸省の5人のチームは、事故の翌日に事故調査のため北キプロスへと向かった。

## 事故後
- ブッファヴェント城（英語版）近くにある事故の記念碑
- 事故機の残骸
- 事故機の残骸

1988年6月に、2人のイギリス人の死に関して調査が行われた。また、事故機の残骸の多くは21世紀になっても事故現場に残っている。